# Nazionale femminile di hockey su pista della Germania
La nazionale di hockey su pista femminile della Germania è la selezione femminile di hockey su pista che rappresenta la Germania in ambito internazionale.

Opera sotto la giurisdizione della Federazione di pattinaggio della Germania.

## Palmarès
- Campionati del mondo: 
  -  3º posto: 1998
- Campionati d’Europa: 2
  -  1º posto: 2003, 2007
  -  3º posto: 1989, 1999, 2009, 2011